# 吕伊-蒙索
吕伊-蒙索（法語：Ruy-Montceau，法語發音：[ʁɥi mɔ̃so]；2015年之前名为吕伊 (Ruy)）是法国伊泽尔省的一个市镇，属于拉图尔迪潘区。

## 历史
该市镇于1972年由原市镇吕伊（Ruy）和蒙索（Montceau）合并而成，合并之后的市镇名称仍为“吕伊”，直到2015年才更名为“吕伊-蒙索”（Ruy-Montceau）。

## 地理
吕伊-蒙索（45°35'18"N, 5°19'4"E）面积20.81 平方千米，位于法国奥弗涅-罗讷-阿尔卑斯大区伊泽尔省，该省份为法国东南部内陆省份，北起顺时针与安省、萨瓦省、上阿尔卑斯省、德龙省、阿尔代什省、卢瓦尔省和罗讷省。
与吕伊-蒙索接壤的市镇（或旧市镇、城区）包括：圣萨万、塞雷赞德拉图尔、布尔关雅略、塞雪、蒙卡拉、尼沃拉-韦尔梅勒、罗什图瓦兰。
吕伊-蒙索的时区为UTC+01:00、UTC+02:00（夏令时）。

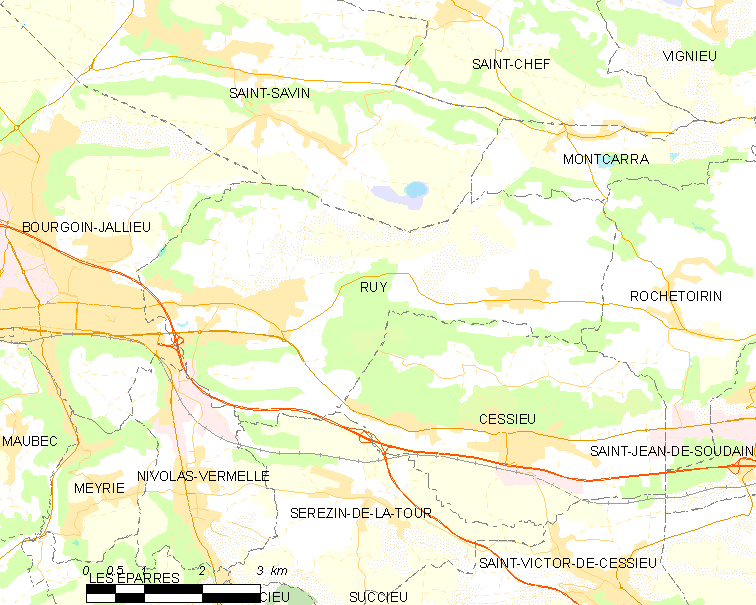
吕伊-蒙索的OSM定位图

## 行政
吕伊-蒙索的邮政编码为38300，INSEE市镇编码为38348。

## 政治
吕伊-蒙索所属的省级选区为布尔关雅略县。

## 人口

1962-2008年间吕伊-蒙索人口变化图示

吕伊-蒙索于2022年1月1日时的人口数量为4771人。